# ذاتية (فلسفة)
الذاتية ((بالإنجليزية: Subjectivity)، أي عكس موضوعية (بالإنجليزية: Objectivity).) هي فكرة فلسفية مركزية، مرتبطة بالوعي، والشخصية، والحقيقة والواقع، وتم تعريفها سابقًا من قِبَل المصادر. هنالك ثلاثة تعاريف للذاتية:
- كون الشيء ذاتًا، والذي يعني فردًا يملك تجارب إدراكية، مثل انطباعات، أو مشاعر، أو معتقدات ورغبات.[1]
- كون الشيء ذاتًا، والذي يعني بصورة أوسع الكيان الذي يملك قوة، والذي يتصرف على أساس ويملك قوة على كيان آخر.[2]
- فكرة، أو معلومة، أو وضع، أو جسم مادي يُعتبر حقيقيًا من وجهة نظر ذاتية.[3]

تجتمع التعاريف المختلفة للذاتية معًا في الفلسفة. غالبا ما يستخدم هذا المصطلح في تفسير ما يؤثر على آراء الناس فيما يخص الحقيقة أو الواقع؛ هي مجموع الإدراكات، والتجارب، والتوقعات، والفهم الشخصي والثقافي، والمعتقدات الخاصة بشخص معين.
تتناقض الذاتية مع الفلسفة الموضوعية، والتي تُوصَفُ على أنها النظرة للحقيقة أو الواقع والتي تخلو من كل انحيازات، أو تأويلات، أو مشاعر، أو تخيلات فردية.

## الفلسفة
إن ظهور مفهوم الذاتية له جذوره الفلسفية في أفكار ديكارت وكانت، وقد اعتمد الفهم في العصر الحديث على فهم ما يشكل الفرد. كانت هنالك تفسيرات عديدة لمفاهيم مثل الذات والروح، والهوية أو الوعي الذاتي التي تكمن في أصل مفهوم الذاتية.

## علم الاجتماع
الذاتية هي حالة اجتماعية موروثة تأتي من خلال تفاعلات لا تعد ولا تحصى في المجتمع. وكما أن الذاتية هي عملية تفرد، إلا أنها عملية تنشئة اجتماعية بنفس المقدار، حيث أن الفرد لا يُعزَل أبدًا في بيئة مستقلة، وهو في تفاعل مستمر مع العالم المحيط. الثقافة هي المجموع الفعال لذاتية أيِّ مجتمع يمر بتحولات مستمرة. تتشكل الذاتية من قبلها وتُشكلها بالمقابل، ولكن أيضًا من خلال أمور أخرى مثل الاقتصاد، والمؤسسات السياسية، والمجتمعات، بالإضافة إلى العالم الطبيعي.
على الرغم من أن الحدود الموجودة بين المجتمعات وثقافاتها غير محددة واعتباطية، فمن الممكن التعرف على الإرث الذاتي لكل مجتمع في اختلافه عن الآخر. إن الذاتية هي تجربة معينة أو منظومة من الوقائع، وتتضمن كيف ينظر ويتفاعل الشخص مع البشرية، والأشياء، والوعي، والطبيعة، ولهذا السبب فإن الاختلاف الموجود بين الثقافات المختلفة سيؤدي إلى تجربة وجود مختلفة مؤدية إلى تشكيل الحياة بصورة مختلفة. هنالك تأثير شائع على الفرد سببه الانفصال الموجود بين الذاتيات وهو الصدمة الثقافية، حيث إنه من الممكن أن تُعتَبر ذاتية المجتمعات الأخرى غريبة وربما غامضة وحتى عدائية.
الذاتية السياسية هي فكرة مستجدة في العلوم الاجتماعية والإنسانية. الذاتية السياسية هي إشارة إلى تضمين الذاتية في الأنظمة السياسية المتشابكة. كتب صادق رحيمي في كتابه معنى، جنون وذاتية سياسية: «إن السياسة هي ليست جانبًا مضافًا إلى الذات، ولكنها بالطبع طريقة وجود الذات. هذا هو -بدقةٍ- معنى الذات».